# ピエルルイジ・フラッターリ
ピエルルイジ・フラッターリ（Pierluigi Frattali、1985年12月1日 - ）はイタリアのサッカー選手。ポジションはGK。SSCバーリ所属。

## 経歴
2017年1月、パルマ・カルチョ1913と契約を結んだ。しかし怪我によって加入間もなく離脱したため、ダヴィデ・バッシにポジションを奪われる格好となった。